# Te numery
Te numery – utwór duetu PG$, Young Leosi i bambi, który został wydany, wraz z minialbumem „PG$”, 7 marca 2024.
Nagranie otrzymało w Polsce status podwójnej platynowej płyty płyty 25 września 2024.
Utwór zdobył ponad 38 milionów odsłuchań w serwisie Spotify (2025).

## Nagrywanie
Utwór został wyprodukowany przez francisa oraz Deemza. Za mix/mastering utworu odpowiada Enzu. Za realizację utworu odpowiada francis. Tekst do utworu został napisany przez Young Leosię, bambi.

## Twórcy
Opracowane na podstawie Genius oraz Spotify.
- Young Leosia – wokal, tekst
- bambi – wokal, tekst
- francis – produkcja, kompozycja, realizacja
- Deemz – produkcja, kompozycja
- Enzu – mix, mastering

## Certyfikaty i sprzedaż
| Państwo       | Certyfikat         | Sprzedaż | Data przyznania  |
| ------------- | ------------------ | -------- | ---------------- |
| Polska (ZPAV) | 2× platynowa płyta | 100 000+ | 25 września 2024 |
| Polska (ZPAV) | platynowa płyta    | 50 000+  | 5 czerwca 2024   |

## Pozycje na listach
- OLiS[7]: 9